# Пеликан Рапидс (Минесота)
Пеликан Рапидс (енгл. Pelican Rapids) град је у америчкој савезној држави Минесота.

## Демографија
По попису из 2010. године број становника је 2.464, што је 90 (3,8%) становника више него 2000. године.
| Група             | 2000.         | 2010.         |
| Белци             | 1.739 (73,3%) | 1.400 (56,8%) |
| Афроамериканци    | 17 (0,7%)     | 142 (5,8%)    |
| Азијати           | 85 (3,6%)     | 79 (3,2%)     |
| Хиспаноамериканци | 465 (19,6%)   | 776 (31,5%)   |
| Укупно            | 2.374         | 2.464         |